# Panajnos
Panajnos (z Aten) (stgr. Πάναινος, łac. Panaenus, V wiek p.n.e.) – jeden z wybitnych greckich malarzy epoki klasycznej.

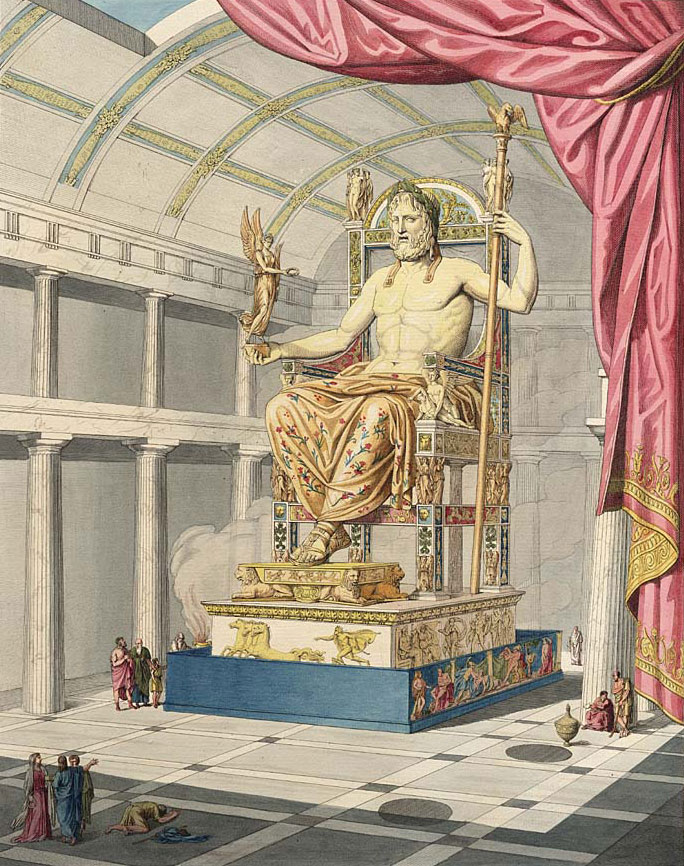
Rekonstrukcja dzieła Fidiasza z dekoracją malarską Panajnosa

Brat lub bratanek Fidiasza, działał w drugiej połowie V w. p.n.e. Przypuszczalnie, podobnie jak Mikon, był uczniem Polignota. Większość zachowanych o nim  wiadomości pochodzi od Pliniusza, zawartych w jego Historii naturalnej, gdzie szerzej zajmuje się jego twórczością.
Wraz z Mikonem i Polignotem miał być autorem malowideł zdobiących ateński Portyk Malowany (Stoa poikile), gdzie przedstawił epokową bitwę pod Maratonem. Cechował ją realizm historyczny, mimo włączenia w tę monumentalną scenę postaci bogów, i dlatego w rozwoju malarstwa antycznego stanowi ona jeden z przykładów przechodzenia od wyobrażeń mitologiczno-alegorycznych do historycznych.     
Malowidłami o tematyce historycznej ozdobił również boczne powierzchnie marmurowego tronu Zeusa w 12-metrowym posągu bóstwa wykonanym przez Fidiasza w Olimpii, a także ściany tamtejszej świątyni. Według Strabona (Geographika VIII, 354) było to 9 okazałych przedstawień o tematyce mitologicznej zdobiących przegrodę między cellą z posągiem a resztą pomieszczeń świątynnych – m.in. Tezeusz z Pejritoosem, Herakles i Prometeusz, Ajaks z Kasandrą, Herakles i Atlas, dwie Hesperydy, Herakles z lwem nemejskim. Kompozycje Panajnosa charakteryzowała zmiana rytmu w układzie scen. Za możliwy uznaje się jego znaczny wpływ na malarstwo wazowe.
Współpracował też z Kolotesem z Heraklei, dekorując malarsko wnętrze tarczy jego wielkiego posągu Ateny w Elidzie. Pliniusz twierdzi, że dla zagruntowania podłoża Panajnos miał się tam posługiwać nowatorską mieszaniną mleka z szafranem (Naturalis historia XXXVI, 177).
Ze względu na znaczne rozbieżności dotyczące czasu powstania tych dzieł, wysunięto przypuszczenie co do istnienia dwóch malarzy o tym samym imieniu (jeden zwany Plejstajtenosem mógł być twórcą dekoracji ateńskiej Stoa poikile).
Jako artysta Panajnos pokonany został przez Timagorasa z Chalkis w konkursie (agonie) malarskim podczas igrzysk pytyjskich w Delfach.